# Astronautennahrung

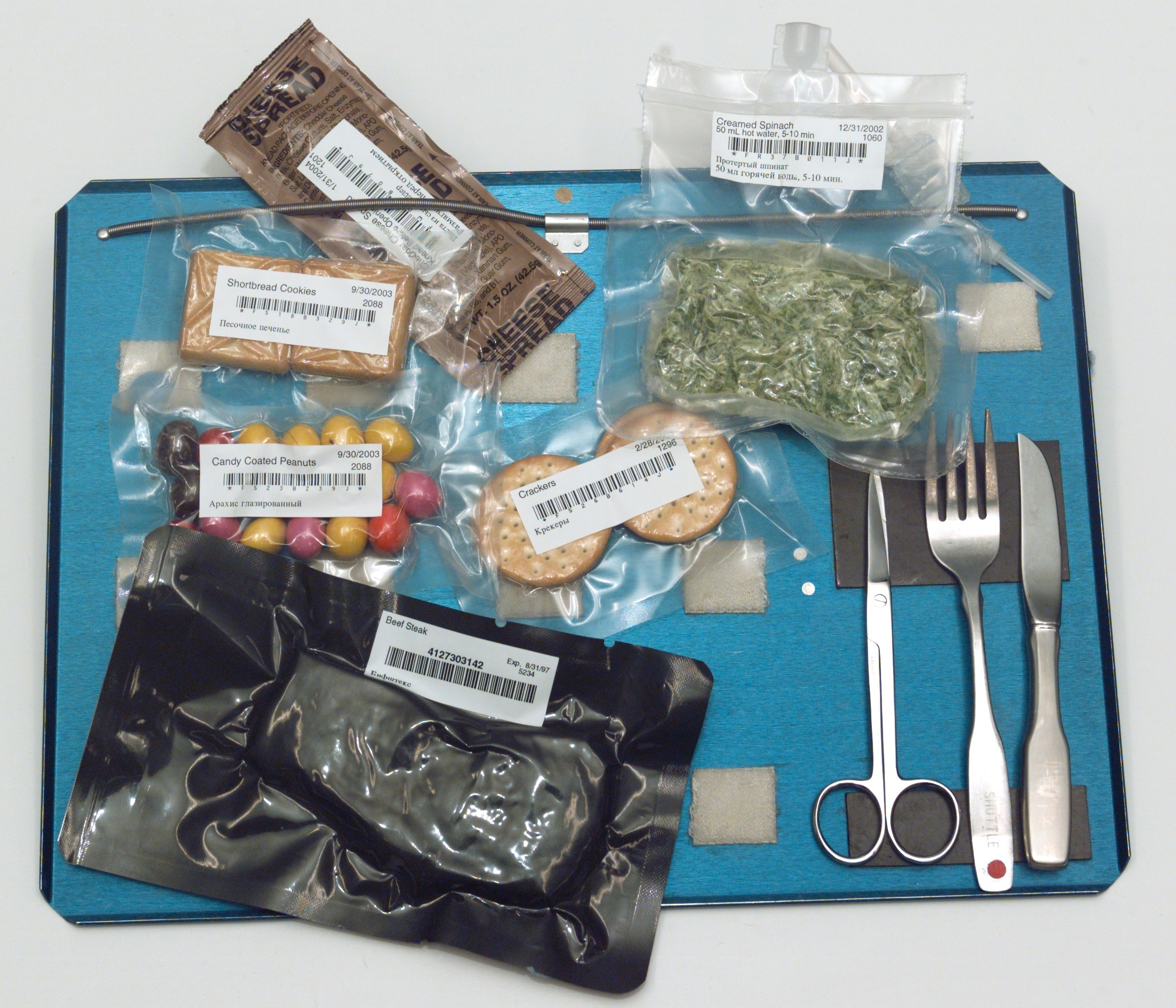
Tablett mit Astronautennahrung. Klettverschlüsse und Magnete halten die Lebensmittelverpackungen und das Besteck in der Schwerelosigkeit am Tablett.

Als Kosmonauten- oder Astronautennahrung bezeichnet man von Raumfahrern während einer Mission mitgeführte und verzehrte hochverarbeitete Lebensmittel. Sie sind in der Regel in Kunststofffolienverpackungen oder Tuben abgepackt.
In den 1960er Jahren, also in der Zeit zwischen dem ersten Menschen im All Juri Gagarin (1961) und der ersten Mondlandung von Apollo 11 (1969), wurde die Astronautennahrung entwickelt. Anfangs hatte diese die Form kleiner gepresster Würfel, um den Raumfahrer unter anderem mit Fetten, Proteinen und Vitaminen zu versorgen. Als Getränk diente sterilisiertes Apfelmus, denn die Speisen mussten leicht verdaulich sein.
Später wurden aus den Würfelchen getrocknete Speisen in Plastikbehältern, die vor dem Verzehr mit Wasser zu einer Mahlzeit geformt werden mussten. Die Nahrung enthält aufgrund des Knochenabbaus in der Schwerelosigkeit einen besonders hohen Anteil an Calcium.
Mittlerweile können sich z. B. die Astronauten der NASA ihre Weltraummenüs aus 74 Speisen und 20 Getränken zusammenstellen. Die Mahlzeiten werden von Ernährungsexperten auf ausreichend Nährstoffe überprüft, da der Mensch in der Schwerelosigkeit weniger Hunger und Durst verspürt. Nachgewürzt werden kann mit Salzwasser und Pfeffer in Öl.